# Tân Thạnh, Tây Ninh
Tân Thạnh là xã thuộc tỉnh Tây Ninh, Việt Nam.

## Địa lý
Thị trấn Tân Thạnh nằm ở phía đông huyện Tân Thạnh, có vị trí địa lý:
- Phía đông và phía bắc giáp xã Kiến Bình
- Phía tây giáp xã Nhơn Hòa và xã Kiến Bình
- Phía nam giáp xã Tân Bình.

Thị trấn Tân Thạnh có diện tích 7,74 km², dân số năm 2021 là 7.120 người, mật độ dân số đạt 920 người/km².

## Hành chính
Thị trấn Tân Thạnh được chia thành 5 khu phố: 1, 2, 3, 4, 5.

## Lịch sử
Ngày 31 tháng 8 năm 1992, Ban Tổ chức Chính phủ ban hành Quyết định số 549/QĐ-TCCP về việc thành lập thị trấn Tân Thạnh trên cơ sở 650 ha diện tích tự nhiên và 5.243 nhân khẩu của xã Kiến Bình được chia thành 4 ấp.
Ngày 18 tháng 7 năm 2019, HĐND tỉnh Long An ban hành Nghị quyết số 43/NQ-HĐND về việc:
- Sáp nhập một phần của khu phố 3 vào khu phố 2.
- Sáp nhập khu phố 6 vào phần còn lại của khu phố 3.